# Norra Gäddtjärnen, Dalarna
Norra Gäddtjärnen är en sjö i Malung-Sälens kommun i Dalarna och ingår i Dalälvens huvudavrinningsområde.